# Bitwa pod Jinzhou

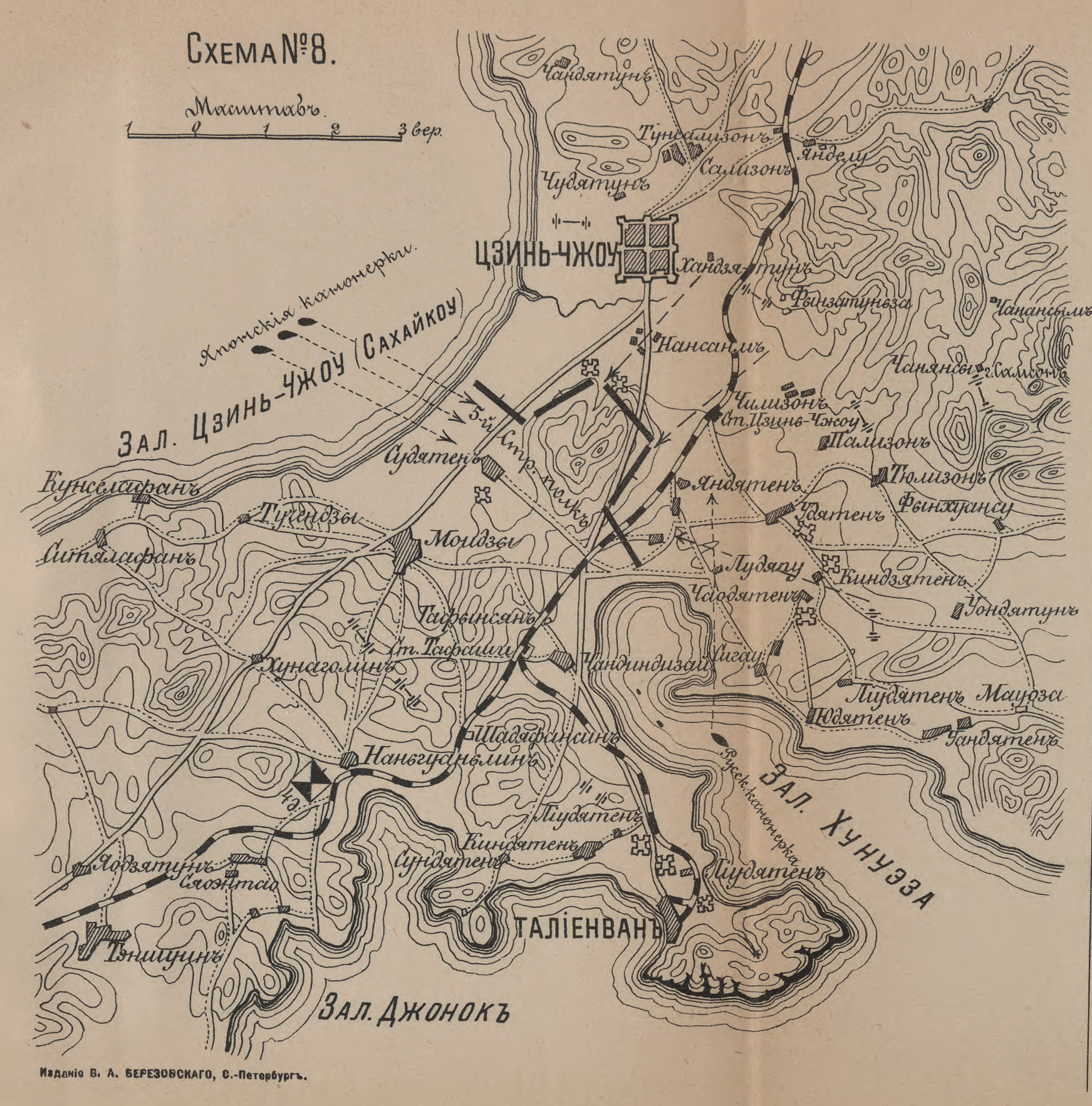
Rosyjska mapa bitwy pod Jinzhou

Bitwa pod Jinzhou (Kincżou) – bitwa, która miało miejsce 26 maja 1904 roku (13 maja starego stylu) na południe od miejscowości Jinzhou (obecnie dzielnica miasta Dalian w prowincji Liaoning w północno-wschodnich Chinach) w trakcie wojny rosyjsko-japońskiej w ramach walk o Port Artur. Bitwa uznawana jest za początek działań bojowych wojsk rosyjskich zmierzających do obrony dalekich podejść pod Port Artur.

## Przed bitwą
Terenem bitwy był przesmyk półwyspu Liaodong i znajdujące się na nim wzgórza Nanshan. Pozycje obronne zostały przygotowane przez Rosjan 5 km na południe od Jinzhou. Przesmyku, który w tym miejscu ma szerokość około 4 kilometrów, bronił 5 Pułk Strzelców Wschodniosyberyjskich pod dowództwem pułkownika N.A. Trietiakowa (ok. 3,5 tys. żołnierzy, 65 armat i 10 ciężkich karabinów maszynowych) ze składu 4 Wschodniosyberyjskiej Dywizji Strzeleckiej gen.  Aleksandra Foka, liczącej łącznie 18 tys. ludzi i dysponującej 131 działami. Pozostałe oddziały dywizji nie otrzymały jednak rozkazu wsparcia obrony.  W skład umocnień zajmowanych przez pułk wchodziło: pięć redut, trzy bastiony i dwie transzeje, położone na wzgórzach. Na podejściach ustawiono zasieki z drutu kolczastego i założono fugasy.
2 Armia japońska gen. Yasukata Oku, w składzie trzech dywizji nacierała na Dashiqiao z północnego wschodu. Łącznie nacierające oddziały miały 35 tys. żołnierzy, 198 dział i 48 ckm. Ubezpieczała je dodatkowo od północy 5. dywizja piechoty i brygada kawalerii. Od Zatoki Jinzhou na północy oddziały lądowe wspierał zespół okrętów kmdra por. Nishiyamy w składzie czterech kanonierek („Tsukushi”, „Heien”, „Akagi” i „Chōkai”) i czterech torpedowców 1. dywizjonu (nry 67–70). Już 16 maja oddziały japońskie natknęły się w pasie przesłaniania na dwa pododdziały 5 pułku strzelców, które po kilkugodzinnej walce zostały zmuszone do cofnięcia się do miasta Jinzhou. 25 maja oddziały 4. Dywizji pod dowództwem gen. Ogawy Matajiego zaatakowały Jinzhou, ale czterystuosobowy oddział rosyjski bronił się do ranka następnego dnia, gdy pod naciskiem posiłków z 1. Dywizji japońskiej został zmuszony do odwrotu.

## Bitwa
Po ataku artyleryjskim rano 26 maja Oku nakazał atak oddziałom trzech dywizji (1. 3. i 4.) na wzgórza. Do wieczora Japończycy atakowali dziewięciokrotnie, ale obrońcy, wykorzystując silną i umocnioną pozycję na wzgórzach Nanshan, odpierali je za każdym razem. Nawet skrzydłowy ogień okrętów japońskich nie załamał ich obrony (polowa artyleria Oku wystrzeliła tego dnia większość amunicji: 34 tys. granatów). Na prawym południowym skrzydle oddziały rosyjskie odrzuciły początkowo 3. Dywizję, dzięki wsparciu przez zespół okrętów kmdra por. Szeltingi w postaci kanonierki „Bobr” z dwoma niszczycielami („Bojkij” i „Burnyj”) z Zatoki Gand, który jednak odpłynął do Dalnego po wyczerpaniu amunicji. Oddziały rosyjskie też jednak wyczerpały amunicję artyleryjską, a część dział rozbito. Dopiero wieczorem oddziałom 4. Dywizji udało się obejść pozycje rosyjskie brzegiem zatoki Jinzhou. Atakowany ze skrzydła Trietiakow rozkazał wycofanie do drugiej linii okopów. Dowodzący Dywizją Wschodniosyberyjską gen. Fok nie udzielił liczącego się wsparcia i nie przeprowadził kontrataku, nakazując opuszczenie stacji kolejowej i wycofanie na południe. Odwrót dywizji Foka wywołał zamieszanie i panikę, na skutek czego pułk Trietiakowa poniósł większe straty, niż w ciągu całego dnia walk. Na szczęście dla Rosjan, Japończycy byli wyczerpani i ponieśli dużo większe straty, więc nie ścigali wycofujących się oddziałów.

## Podsumowanie i następstwa
W zakresie działań morskich, podczas bitwy uszkodzona dwoma trafieniami została kanonierka „Chokai", przy czym zginął jej dowódca kmdr por. Hayashi i dwóch marynarzy. Poza kanonierką „Bobr” z dwoma niszczycielami, dowódca rosyjskiej floty admirał Wifgeft nie wysłał więcej okrętów do wsparcia obrońców, obawiając się ataku japońskiej floty.  Dopiero już po bitwie, w nocy 26 maja admirał Witgeft wysłał przeciw kanonierkom japońskim zespół 10 niszczycieli z Port Artura pod dowództwem kmdra por. Jelisiejewa, który nie napotkał już przeciwnika, natomiast  po północy na skałach rozbił się niszczyciel „Wnimatielnyj".
Rosjanie stracili tylko 1403 zabitych i rannych (w tym 28 oficerów), a Japończycy 4203 (w tym 133 oficerów), lecz strona japońska odniosła operacyjne zwycięstwo, gdyż droga na Port Artur została otwarta. Wycofanie wojsk rosyjskich było zgodne z rozkazami głównodowodzącego na Dalekim Wschodzie gen. Kuropatkina, przekazanymi telegraficznie za pośrednictwem dowódcy obrony Port Artur gen. Stessla, aby wydać przeciwnikowi bitwę i wycofać się w skład garnizonu twierdzy, jednakże na jego skutek Rosjanie stracili dogodną pozycję blokującą natarcie na Port Artur, co przyspieszyło oblężenie twierdzy. Początkowo dywizja gen. Foka zajęła nowe pozycje na linii Gór Wilczych, około 8 km od twierdzy, lecz ostatecznie gen. Stessel nakazał zajęcie pozycji na przedpolach Gór Zielonych, o 16-20 km od twierdzy. Drugim dotkliwym bezpośrednim skutkiem klęski była pospieszna ewakuacja przez Rosjan 27 maja portu w Dalianie (ros. Dalnyj, jap. Dairen), który wpadł w ręce japońskie i stał się dogodnym portem przeładunkowym oraz bazą dla niszczycieli i torpedowców i zapleczem remontowym dla japońskiej floty. Na skutek niedbalstwa przy ewakuacji Rosjanie nie zniszczyli żadnych urządzeń portowych, doku, warsztatów kolejowych, magazynów portowych oraz pozostawili kilkadziesiąt mniejszych jednostek portowych.